# Annie og Otto Johs. Detlefs' Fonde
Annie og Otto Johs. Detlefs' Fonde er en række fonde stiftet af ægteparret Annie og Otto Johannes Detlefs.
Ægteparret stiftede i 2004 OJD-fonden, der skulle videredrive deres firma OJD, da de ikke har arvinger. Fonden er senere omdannet til en almennyttig fond, der især støtter kunsten. Den har bl.a. finansieret Arkens tilbygning, Arken Prisen, Exit på Kunstforeningen Gammel Strand, 1 mio. kr til det nye elefanthus i Zoo København og 96 mio. kr. til Næsehornshus, flodhestehus og Savanne i Zoologisk Have.
Formuen er skabt i O.J. Detlefs' tradingfirma OJD, der handler med emner til den danske industri efter kundespecifikationer, bl.a. bremserør og bremseskiver.
Fonden uddeler årligt Annie og Otto Johs. Detlefs' Keramikpris.